# Anomiopus myrmidon
Anomiopus myrmidon är en skalbaggsart som beskrevs av John Obadiah Westwood 1842. Anomiopus myrmidon ingår i släktet Anomiopus och familjen bladhorningar. Inga underarter finns listade i Catalogue of Life.